# Husitské válečnictví

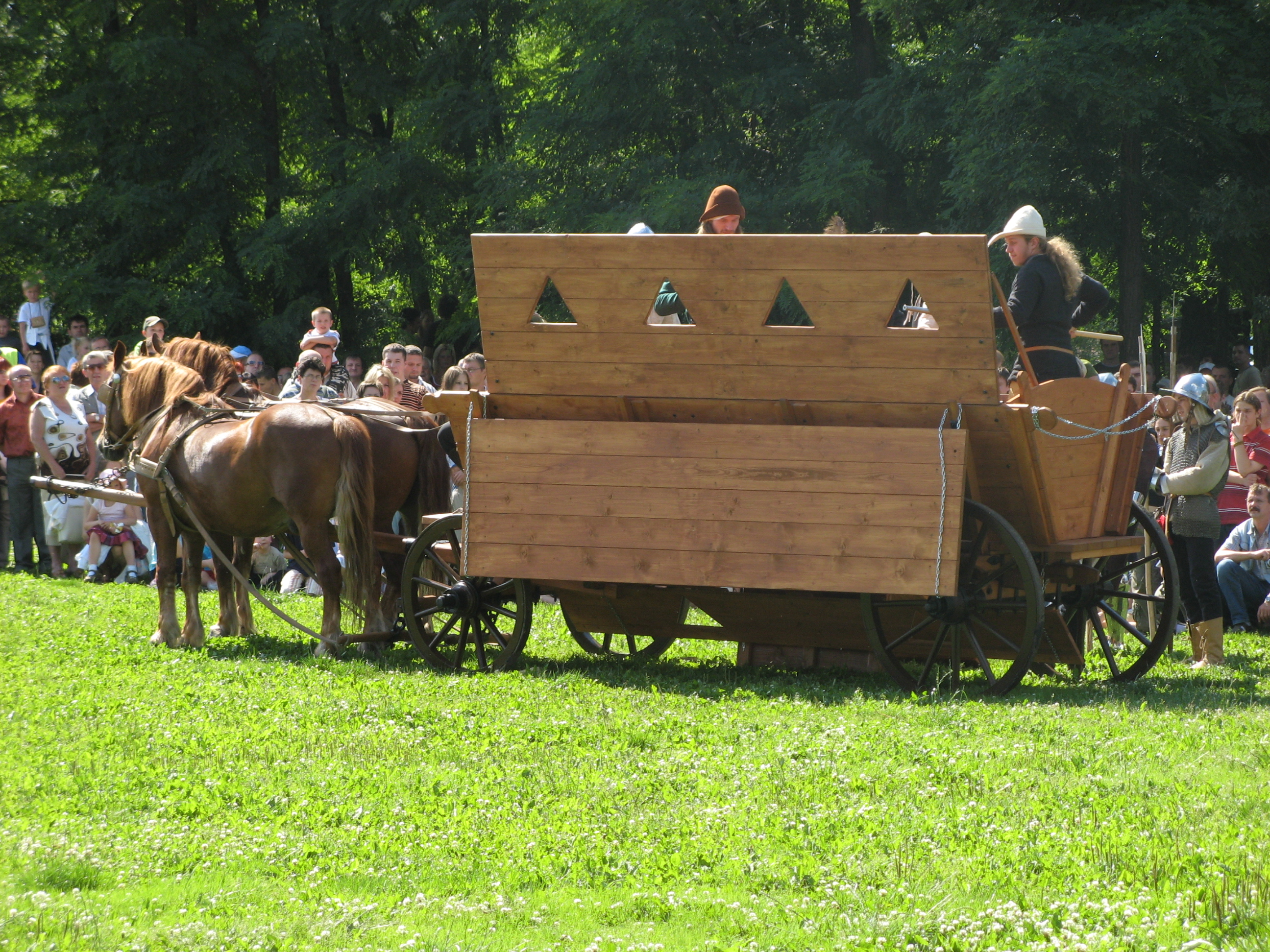
Rekonstrukce husitského bojového vozu

Husitské válečnictví rozvíjela česká náboženská skupina husitů od počátku 15. století. Přineslo do tehdejšího vojenství mnoho změn.

## Feudální vojenství
Hlavní složkou feudálních armád byli obrnění rytíři. Byli to muži šlechtického původu, kteří si mohli dovolit velice nákladnou výzbroj a koně.
Zbroj těžkooděnce vypadala asi takto: přes košili a prošívanici si přetáhl kroužkovou košili - šorc, na kterou přišel přední i zadní plech. Paže a nohy pokryl anatomicky tvarovanými pláty. Ruce měl chráněné plátovými rukavicemi, hlavu pak helmou se sklápěcím hledím (nejčastěji ve tvaru tzv. psího nosu). Do jedné ruky si vzal čtverhranný štít zvaný tarče, jenž měl v rohu žlábek pro uchycení kopí. Nezapomeňme, že rytíř musel toutéž rukou ovládat i uzdu koně, a tak byl štít ještě uvázaný na řemenu kolem krku. Kopí nesl rytíř v druhé ruce. U pasu měl meč. Kůň byl rovněž chráněn pláty nebo jinou zbrojí. Sedla byla vpředu i vzadu vybavena jakýmisi opěradly – přední chránilo slabiny a zadní pomáhalo udržet balanc při nárazu.
Zacházet s takovou výzbrojí nebylo jednoduché, a tak se rytíři už od útlého věku učili jízdě na koni, boji s kopím a mečem.
V bitvě do sebe rytíři nejdříve najeli s kopími, které měli přes ruku, aby byli proti úderu protivníka chráněni štítem. Po počátečním nárazu přišly na řadu meče, kopí totiž byla dlouhá a pro další boj nepoužitelná, jelikož už na bojišti nebyl dostatek prostoru k rozjezdu. Těžká zbroj ale poskytovala proti meči značnou ochranu, a tak se staly oblíbenými tzv. úderné zbraně jako např. biják, sekera, kladivo či palcát.
Na otevřeném prostoru nebyla proti těžké jízdě použitelná tehdejší mnohdy špatně vycvičená pěchota. Takových vojáků byl sám téměř nezranitelný jezdec schopný pobít desítky. Dobrá pěchota se našla jen ve městech, ale byla používána pouze v bojích o pevnosti. Těžkooděnce dokázala kromě husitů porazit jen flanderská městská milice, švýcarská milice a angličtí lučištníci. Ve všech těchto případech hrál důležitou roli terén. Kromě nepoužitelnosti v těžkém terénu byla značnou nevýhodou těžkooděnců jejich nedisciplinovanost. Šlechtici si nenechali poroučet, každý bojoval sám za sebe (bez ohledu na nějakou taktiku), do boje se scházeli jak chtěli apod. Husitské vojenství na poč. 15. století obrátilo tehdejší evropské válečnictví vzhůru nohama.

## Složení husitských vojsk
Hlavní oblasti hlásící se k husitskému revolučnímu hnutí byly tři – jižní Čechy (Tábor), Praha, východní Čechy (později Menší Tábor). Odpůrců husitů přibývalo, a tak bylo třeba bránit revoluci vojensky.
V jižních Čechách se husitské vojsko skládalo z velice špatně vyzbrojené chudiny. Většinou vlastnili upravené zemědělské nástroje jako cepy, kosy apod. Málokdy měli alespoň prošívanici, přilbu nebo jiné ochranné prvky. Takoví vojáci samozřejmě postrádali veškerý výcvik. Jejich výhodou byla jejich kázeň v kombinaci s velením, které pocházelo z řad, ve válkách již zkušené, drobné šlechty.
Praha měla ve výzbroji oproti Táboru značnou výhodu. Již v předhusitských dobách byl každý mužský obyvatel města povinen bránit město v případě války. Museli chodit do boje i na výzvu krále jako tzv. zemská hotovost. V takovém případě si ale často najímali žoldnéře, aby se mohli věnovat svému civilnímu zaměstnání. I přesto disponovali Pražané poměrně slušným arsenálem. Majetnější občané vlastnili zbraně všeho druhu. Pro chudší obyvatele byla výzbroj zajištěna v městské zbrojnici. Výrobci děl pobírali za svou práci plat od města a v případě válečného konfliktu byli povinni sloužit jako dělostřelci. Ve výzbroji si Praha nezadala s feudály. Velení bylo rovněž dobře vyřešeno – jednotlivým čtvrtím veleli tzv. čtvrtní hejtmani.
Ve východních Čechách se k husitství hlásili především obyvatelé měst a chudší šlechta. Východočeská města disponovala zhruba stejnou výzbrojí jako Praha. Východočeši byli organizováni nejprve na územním základě a svolávání jako tzv. krajská hotovost. V jejím čele byl nejdříve mocný šlechtic Hynek Krušina z Lichtenburka, později zeman Diviš Bořek z Miletínka. Po svém odchodu z Tábora zde Žižka založil bratrstvo Menší Tábor, kterému dal dobrou organizaci a vojenský řád.

## Husitská strategie a taktika
Nevýhody husitů ve výzbroji a výcviku oproti křižákům bylo potřeba nějak kompenzovat. Husitští hejtmani využívali ve svůj prospěch hlavně terén a vozovou hradbu. Sedláci byli totiž s vozy zvyklí zacházet z civilního zaměstnání, a tak jejich použití nebyl problém. Bojovník na voze byl stejně vysoko jako rytíř na koni a navíc měl krytou větší část těla. Početní převaha křižáků byla dorovnána multifunkčností osádky vozu (jeden člověk mohl podle potřeby buď střílet anebo bojovat nablízko). Obvyklá husitská bitva s křižáky vypadala následovně.

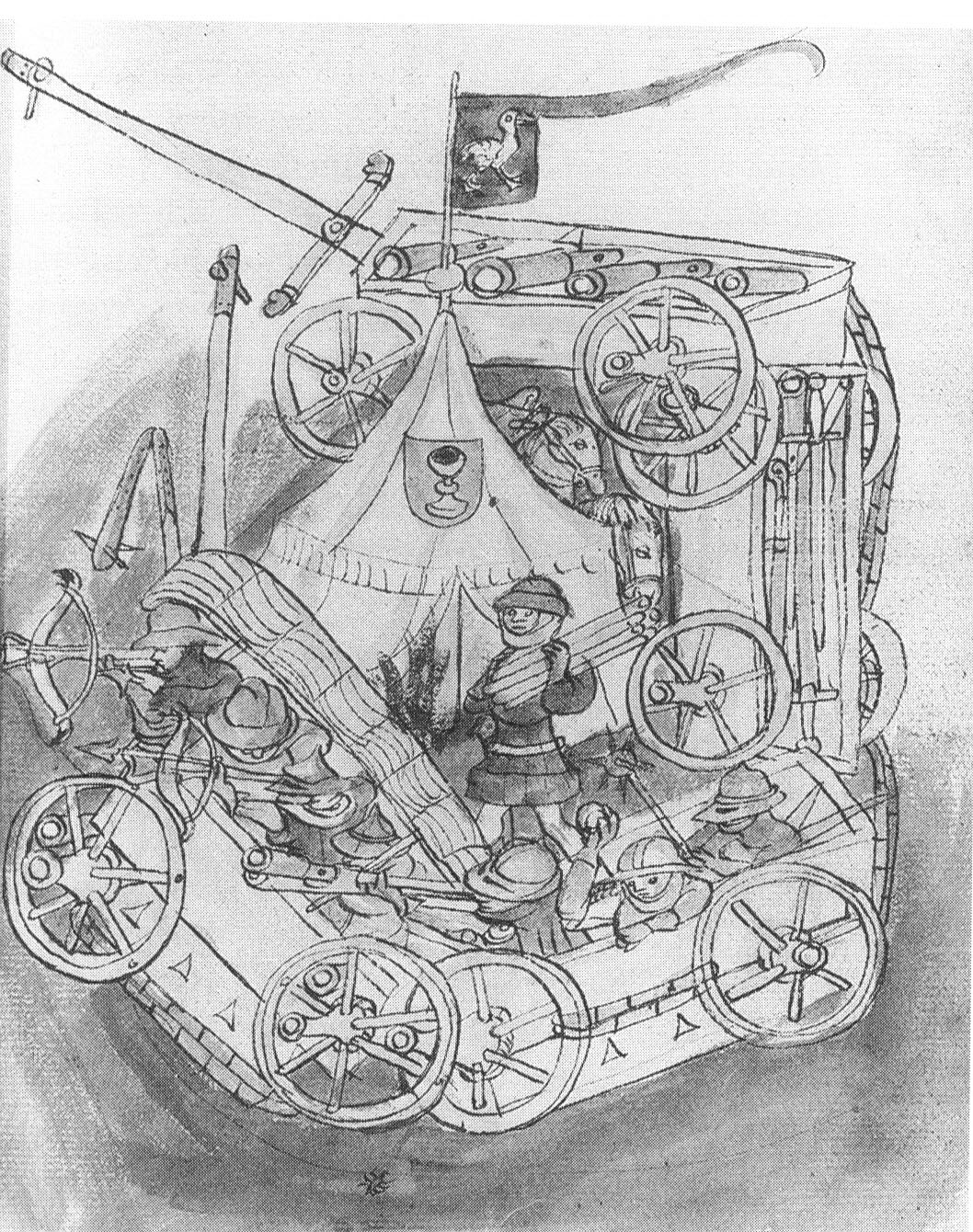
Dobové zobrazení vozové hradby

Počáteční fáze je pravidelně defenzivního rázu. Husitské vojsko stojí v obraně kryto vozovou hradbou a proti nepřátelské jízdě zahajuje boj dělostřeleckou palbou. Jezdci, kteří se podle feudálního zvyku rozptylují a bojují samostatně s nepřátelskými jednotlivci, jakmile se přiblíží k hradbě, jsou napadeni novou palbou husitských ručních zbraní a kuší. Pokud se jim podařilo najet k vozům, odráží je pěší osádky vozů, hlavně cepníci a sudličníci. Když byl nepřítel dostatečně rozptýlen a morálně fyzicky otřesen palbou dělostřelectva i ručních palných zbraní, nastal okamžik přechodu k protiútoku. Z vozové hradby vyráží pěchota, sudličníci a cepníci i oddíly jezdectva, aby z boku, případně i z čela napadli nepřítele. Nepřítel otřesen palbou a bránící se útočící pěchotě, je ohrožen na křídlech pravidelně obchvatem jezdectva a obvykle se po kratším či delším boji, závislém hlavně na početnosti křižáckých oddílů, dává na útěk, nemilosrdně pronásledován husitskou jízdou, případně i pěchotou.

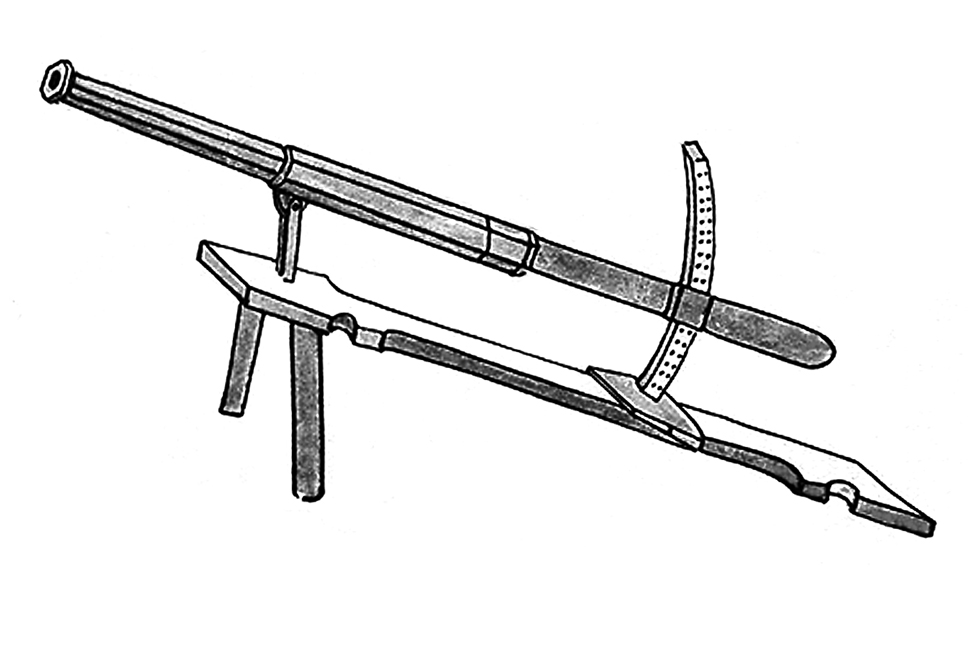
Tarasnice

Jedním z prostředků taktických úspěchů husitských vojsk byl pečlivý výběr terénu. Cílem husitských hejtmanů bylo dosáhnout toho, aby rytířští jezdci ztratili co nejvíce rychlosti, která jejich útok činila úderem. Proto bývá k bitvě vybíráno pravidelné stanoviště na návrší, aby rytíři byli nuceni svůj nájezd zpomalit. Při výběru terénu se hledělo také na to, aby alespoň zadní strana, popřípadě i bok vozového šiku byly kryty nějakou, pro rytíře nepřekonatelnou terénní překážkou, rybníkem, lesem, prudkým srázem apod. Tím bylo nebezpečí napadení podstatně zúženo. Stejně jako nepřátelské dělostřelectvo, aby mohlo napadnout tábor účinnou palbou, muselo se přiblížit ke kratším (nekrytým překážkou) stranám obdélníku. Tyto strany však byly dobře chráněné husitským dělostřelectvem, a to jak umístěnými v šiku, tak i v baštách na návrších (to znamená vysunutí části dělostřelectva mimo vlastní obranné postavení a vytvoření předsunutých středisek odporu).
Takto bylo možno zlikvidovat nepřítele, i když měl značnou početní převahu. Husité uměli rovněž dobře vyhodnotit situaci a zvážit, kdy se nepříteli co nejvýhodněji postavit. Netříštili tedy zbytečně své síly. Díky tomu, že vydržovali stálé polní vojsko, se nemuseli bát nečekaného útoku. Přitom se feudální armády shromažďovaly pomalu, jen na určitou dobu. Jejich svolávání se projednávalo na sněmech, kde měli husité své zvědy, a tak mohli předem odhadnout sílu nepřítele. V té době k nám vedlo přes hory jen několik pro armádu schůdných pohraničních cest, a proto husité včas věděli, kde a kdy se mají střetnout s nepřítelem.

## Organizace husitského vojska

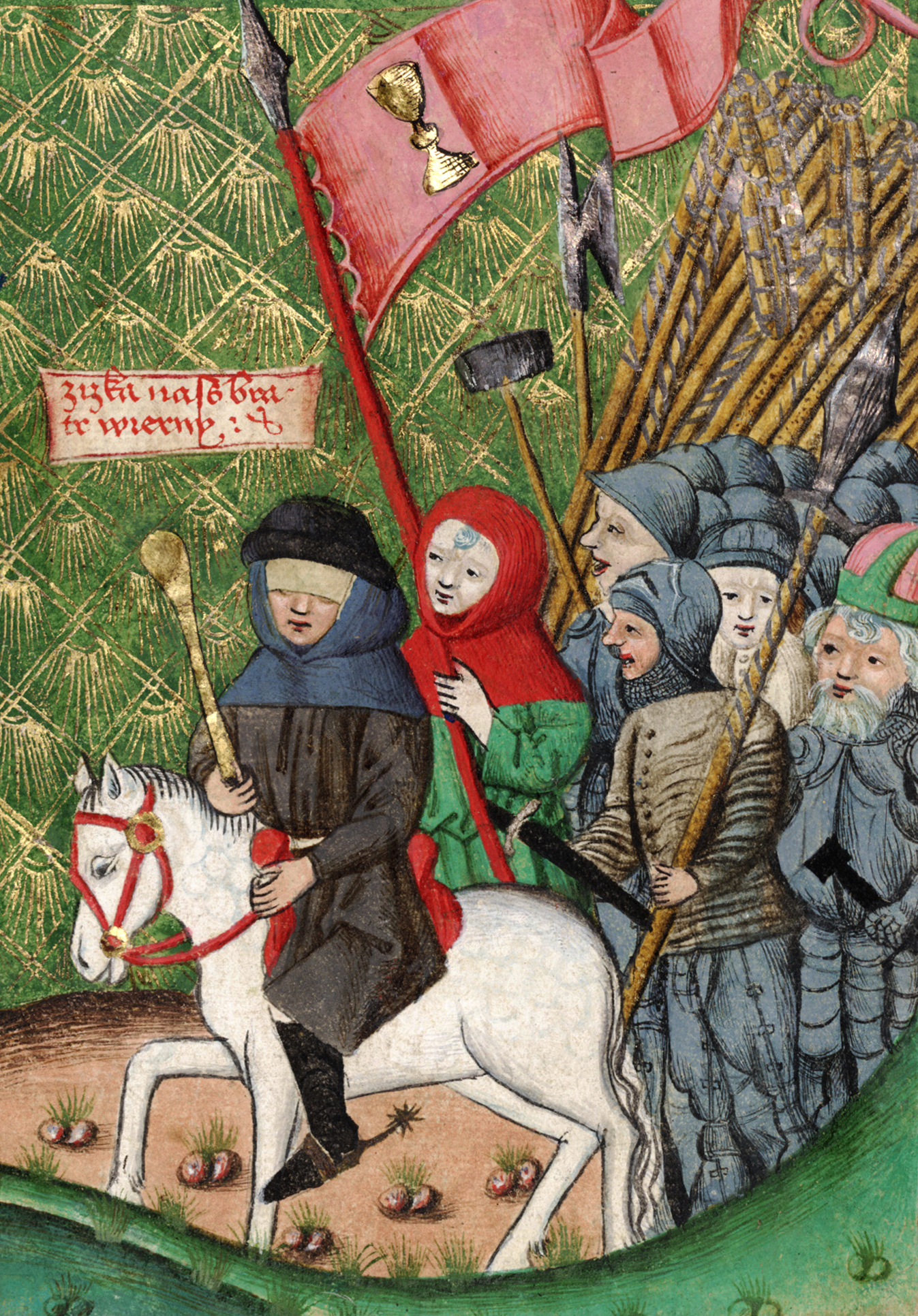
Žižka v čele bojovníků vyzbrojených cepy, kopími a sudlicemi, Jenský kodex

Vytvořením polního vojska, vybaveného jak vlastními vozy bojovými a spižními, tak dělostřelectvem, jezdectvem a pěchotou, tedy v dostatečné míře všemi prostředky vznikla vyšší vojenská jednotka, která byla schopna samostatně provádět významné bojové úkoly za předpokladu, že bude dostatečně dobře organizována.
V husitském vojsku byl základní nejmenší taktickou jednotkou bojový vůz s osádkou. Složení osádky bylo řešeno zřejmě na základě zkušeností tak, aby tato nejmenší jednotka měla zajištěnou jak určitou palebnou sílu (střelci z kuší a ručnic), tak také ochranu vozu a spřežení pro boj zblízka ve dvou pavéznících, čtyřech cepnících a ve stejném počtu sudličníků. Celkový počet mužů šikovaných k vozu činí 18-21 lidí, nebyl však vždy stejný, ale podle potřeby větší či menší. Osádka měla svého "hejtmana".
Každých 10 vozů bylo opět organizační jednotkou pod velením desátníka, jehož povinností bylo dodržovat pochodový pořádek vozů, udržovat správné vzdálenosti a bdít nad správným dorážením vozů při sestavě v hradbu. Další organizační článek tvořil vozový řád, který měl svého hejtmana; hejtmanům jednotlivých řádů pak velel hejtman nad vozy.
Mužstvo nezačleněné k vozům se rovněž dělilo na menší jednotky, roty sudličníků a cepníků, které byly trvalými celky a měly vlastní korouhve. Snad jim veleli rotymajstři nebo padesátníci. V boji se ovšem sdružovali ve větší celky (houfy), jimž patrně veleli setníci, o nichž se v pramenech častěji mluví. Také pěší měli nad sebou jako celek hejtmana.
Husitské jezdectvo bylo samostatným celkem, který se dále pro konkrétní účely členil na menší jednotky. Husitské jezdectvo se výrazně lišilo od těžké, pomalé a neobratné rytířské jízdy svou pohyblivostí a to především díky výzbrojí, která byla nepoměrně lehčí. Ačkoliv hlavní váha boje spočívá v husitských válkách na mnohem početnější pěchotě, úkol jezdectva není zanedbatelný. Vedle zvláštních úkolů, které plnili husitští honci jako průzkumný oddíl a čelní a boční zajištění pochodujícího vojska, sdružují se v bitvě k jezdeckým útokům a hlavně k pronásledování nepřítele.
Zda byli v husitském vojsku také koněberky, není jisté. Jednalo se o oddíl, který byl jakýmsi polním četnictvem s úkolem dozírat nad pochodovým pořádkem, zadržovat neukázněné bojovníky, kteří samovolně opustili pochodový proud, případně chytat zběhy a brát jim koně - odtud jejich název.
K oběma hlavním částem vojska (k pěchotě a jezdectvu) náleželo ještě dělostřelectvo, avšak informace o jejich organizaci nejsou příliš podrobné. Stejně jako ostatní jednotky měli i dělostřelci nad sebou hejtmana nad puškami.
Není jisté, zda byly v husitském vojsku rovněž přítomny oddíly mostařů a cestářů. Pravděpodobně takovou práci zastávala normální pěchota.